# Andrés de Poza
Andrés de Poza (né vers 1530 à Orduña et mort le 18 octobre 1595 à Madrid) est un avocat, géographe, linguiste et écrivain espagnol.

## Biographie
Fils d'un commerçant et juif converti, il était le père du jésuite Juan Bautista de Poza.
Après neuf années d'études à l'Université de Louvain, il poursuit une carrière militaire et politique. Il était lié d'une étroite amitié avec le gouverneur et capitaine général des Flandres Luis de Zúñiga y Requesens. Il arrêta les partisans de Guillaume Ier d'Orange et confisqua les biens des rebelles à Berg-op-Zoom, Bréda et dans le Duché de Brabant. Il étudia encore dix ans à l'Université de Salamanque, où il obtint une licence en droit en 1570, et travailla comme avocat à Biscaye. En juin 1580 il épousa Antonia de Olaeta. Il enseignait la cosmographie à l'école nautique de Saint-Sébastien et à Bilbao, où il a vécu de nombreuses années. Il a écrit un livre sur l'art maritime, Hydrografía (1585). Dans De la antigua lengua, poblaciones y comarcas de las Españas, il a inclus l'un des premiers catalogues de langues romanes après Jules César Scaliger. Il soutient la thèse que Caro Baroja appellera plus tard le « vascoibérisme », qui établit l'identité entre le basque et l'ibère.